# Mistrzostwa Świata w Biathlonie 2013 – sztafeta kobiet
Sztafeta kobiet na Mistrzostwach świata w biathlonie 2013 odbyła się 15 lutego w Nowym Mescie.

## Wyniki[1]
| Miejsce | Nr | Zespół                                                                                      | Czas                                      | Strzały (L+L+S+S)                       | Strata  |
| ------- | -- | ------------------------------------------------------------------------------------------- | ----------------------------------------- | --------------------------------------- | ------- |
| 1       | 1  | Norwegia · Hilde Fenne · Ann Kristin Flatland · Synnøve Solemdal · Tora Berger              | 1:08:11.0 17:18.1 17:29.1 16:53.5 16:30.3 | 0+2 1+7 0+2 1+3 0+0 0+2 0+0 0+1         |         |
| 2       | 4  | Ukraina · Julija Dżyma · Wita Semerenko · Wałentyna Semerenko · Ołena Pidhruszna            | 1:08:18.0 16:49.5 17:03.3 17:12.6         | 0+3 0+2 0+0 0+1 0+2 0+0 0+1 0+0 0+0 0+1 | +7.0    |
| 3       | 7  | Włochy · Dorothea Wierer · Nicole Gontier · Michela Ponza · Karin Oberhofer                 | 1:08:22.6 16:30.8 17:07.7 17:48.5 16:55.6 | 0+2 0+2 0+0 0+0 0+2 0+0 0+0 0+2 0+0 0+0 | +11.6   |
| 4       | 2  | Rosja · Jekatierina Głazyrina · Olga Zajcewa · Jekatierina Szumiłowa · Olga Wiłuchina       | 1:08:40.0 16:30.3 17:06.8 18:04.1 16:58.8 | 0+0 0+7 0+0 0+1 0+0 0+2 0+0 0+3 0+0 0+1 | +29.0   |
| 5       | 3  | Niemcy · Franziska Hildebrand · Miriam Gössner · Laura Dahlmeier · Andrea Henkel            | 1:08:41.9 16:57.4 17:05.2 16:59.5 17:39.8 | 0+4 0+7 0+0 0+3 0+3 0+2 0+0 0+0 0+1 0+2 | +30.9   |
| 6       | 5  | Francja · Anaïs Bescond · Sophie Boilley · Marie-Laure Brunet · Marie Habert                | 1:08:47.7 16:42.9 17:41.7 17:23.3 16:59.8 | 0+4 0+9 0+0 0+3 0+2 0+1 0+2 0+2 0+0 0+3 | +36.7   |
| 7       | 8  | Białoruś · Nadzieja Skardzina · Ludmiła Kalinczyk · Nastassia Dubarezawa · Darja Domraczawa | 1:09:13.2 16:32.3 17:14.4 18:27.4 16:59.1 | 1+5 0+2 0+0 0+0 0+1 0+0 1+3 0+1 0+1 0+1 | +1:02.2 |
| 8       | 10 | Słowacja · Jana Gereková · Anastasija Kuźmina · Martina Chrapánová · Paulína Fialková       | 1:10:11.3 16:30.9 17:05.7 18:15.5 18:19.2 | 0+7 0+7 0+1 0+2 0+3 0+2 0+2 0+1         | +2:00.3 |
| 9       | 6  | Polska · Krystyna Pałka · Magdalena Gwizdoń · Monika Hojnisz · Weronika Nowakowska-Ziemniak | 1:10:31.3 16:20.9 17:59.6 18:30.6 17:40.2 | 1+7 0+6 0+2 0+0 1+3 0+3 0+1 0+2 0+1 0+1 | +2:20.3 |
| 10      | 9  | Czechy · Veronika Vítková · Gabriela Soukalová · Jitka Landová · Barbora Tomešová           | 1:11:05.7 16:20.8 17:03.1 18:50.0 18:51.8 | 0+3 2+7 0+1 0+0 0+1 0+1 0+0 1+3 0+1 1+3 | +2:54.7 |
| 11      | 16 | Stany Zjednoczone · Annelies Cook · Sara Studebaker · Susan Dunklee · Hanah Dressigacker    | 1:11:15.5 17:37.5 17:54.5 16:59.0 18:44.5 | 1+6 0+4 0+2 0+3 0+1 0+0 0+0 0+0 1+3 0+1 | +3:04.5 |
| 12      | 18 | Kanada · Rosanna Crawford · Megan Heinicke · Audrey Vaillancourt · Zina Kocher              | 1:11:26.2 16:43.3 17:56.7 18:26.0 18:20.2 | 1+6 0+7 0+2 0+1 0+0 0+3 0+1 0+3 1+3 0+0 | +3:15.2 |
| 13      | 20 | Szwajcaria · Elisa Gasparin · Selina Gasparin · Patricia Jost · Aita Gasparin               | 1:12:11.6 16:52.7 17:27.7 18:48.4 19:02.8 | 0+2 0+5 0+0 0+0 0+0 0+3 0+1 0+1         | +4:00.6 |
| 14      | 12 | Kazachstan · Jelena Chrustalowa · Darja Usanowa · Alina Rajkowa · Marina Lebiediewa         | 1:12:14.9 17:51.7 17:38.9 18:35.2 18:09.1 | 0+4 0+2 0+2 0+2 0+1 0+0 0+0 0+0 0+1 0+0 | +4:03.9 |
| 15      | 11 | Szwecja · Elisabeth Högberg · Anna-Karin Strömstedt · Elin Mattsson · Ingela Andersson      | 1:12:26.8 16:34.4 18:48.9 18:14.1 18:49.4 | 0+1 1+7 0+0 0+0 0+1 1+3 0+0 0+2         | +4:15.8 |
| 16      | 19 | Chiny · Tang Jialin · Zhang Yan · Song Chaoqing · Ma Wei                                    | 1:12:27.6 17:50.8 17:32.9 18:39.9 18:24.0 | 0+6 1+7 0+2 1+3 0+0 0+1 0+2 0+2 0+2 0+1 | +4:16.6 |
| 17      | 24 | Słowenia · Teja Gregorin · Andreja Mali · Dijana Ravnikar · Lili Drčar                      | 1:12:29.3 16:29.4 17:29.2 18:46.1 19:44.6 | 0+4 0+3 0+0 0+1 0+2 0+0 0+2 0+1         | +4:18.3 |
| 18 !    | 14 | Bułgaria · Emilija Jordanowa · Nija Dimitrowa · Desisława Stojanowa · Stefani Popowa        | LAP 17:28.8 17:58.3 19:18.7               | 0+3 1+8 0+1 0+2 0+0 0+0 0+2 1+3 0+0 0+3 |         |
| 18 !    | 15 | Austria · Iris Schwabl · Romana Schrempf · Katharina Innerhofer · Lisa Theresa Hauser       | LAP 17:06.0 19:08.5 18:49.8               | 0+4 3+7 0+1 0+0 0+3 2+3 0+0 1+3 0+0 0+1 |         |
| 18 !    | 17 | Estonia · Kadri Lethla · Kristel Viigipuu · Johanna Talihärm · Grete Gaim                   | LAP 17:15.2 18:50.4 18:34.7               | 0+2 0+8 0+0 0+2 0+0 0+3 0+0 0+2 0+2 0+1 |         |
| 18 !    | 22 | Finlandia · Mari Laukkanen · Sanna Markkanen · Annukka Siltakorpi · Kaisa Mäkäräinen        | LAP 17:46.6 19:40.6 20:17.7               | 0+4 0+8 0+2 0+3 0+2 0+2 0+0 0+3 0+0 0+0 |         |
| 18 !    | 23 | Japonia · Fuyuko Suzuki · Arisa Goshono · Yuki Nakajima · Itsuka Ōwada                      | LAP 17:52.2 19:31.4 19:45.0               | 0+5 0+5 0+1 0+2 0+0 0+0 0+2 0+3 0+2 0+0 |         |
| 18 !    | 25 | Litwa · Diana Rasimovičiūtė · Natalija Kočergina · Marija Kaznačenko · Karolina Banel       | LAP 17:22.2 19:45.1 20:26.9               | 3+8 1+8 0+0 1+3 2+3 0+2 1+3 0+1 0+2 0+2 |         |
| 18 !    | 21 | Korea Południowa · Jo In-hee · Kim Seon-su · Park Ji-ae · Hwang Hye-suk                     | LAP 18:51.3 20:42.5 20:06.4               | 1+6 0+6 0+1 0+0 1+3 0+1 0+0 0+2 0+2 0+3 |         |
| 18 !    | 13 | Rumunia · Réka Ferencz · Éva Tófalvi · Luminița Pișcoran · Orsolya Tófalvi                  | DSQ 16:49.2 17:18.9 17:34.5 19:25.9       | 0+0 0+0 0+1 0+1 0+0 0+0 0+1 0+2         |         |